# .pt
.pt — в Інтернеті, національний домен верхнього рівня (ccTLD) для Португалії.

## Домени 2-го та 3-го рівнів
В цьому національному домені нараховується близько 11 000 000 вебсторінок (станом на січень 2007 року).
У наш час використовуються та приймають реєстрації доменів 3-го рівня такі доменні суфікси (відповідно, існують такі домени 2-го рівня):
| Суфікс  | Регламентовані користувачі                                            |
| .co.pt  | Комерційні установи, корпорації                                       |
| .com.pt | Комерційні установи, корпорації                                       |
| .edu.pt | Наукові та дослідницькі установи, коледжі, університети або інститути |
| .gov.pt | Державні та урядові установи                                          |
| .it.pt  | Міжнародні організації                                                |
| .org.pt | Неприбуткові, неурядові організації                                   |
| .web.pt | Вебмайданчики                                                         |